# Extremely Large Telescope
Das Extremely Large Telescope (ELT), zuvor European Extremely Large Telescope (E-ELT), ist ein im Bau befindliches optisches Teleskop der nächsten Generation für die Europäische Südsternwarte (ESO). Es erhält einen Hauptspiegel mit 39 Metern Durchmesser, der aus 798 sechseckigen Spiegelelementen zusammengesetzt sein wird. Damit soll es das weltweit größte optische Teleskop werden.

## Geschichte

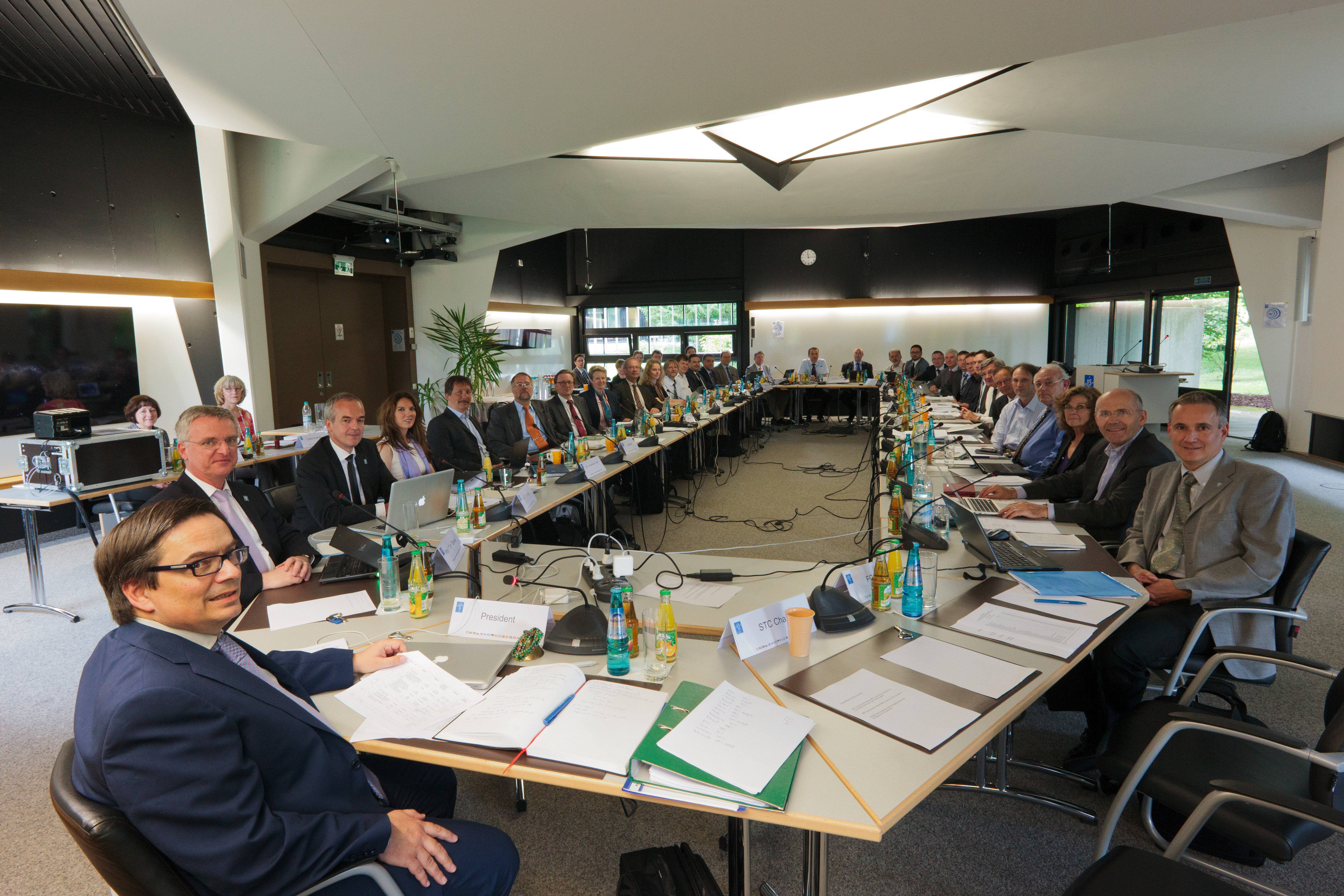
Der ESO-Rat während seines Treffens vom 11. bis 12. Juni 2012

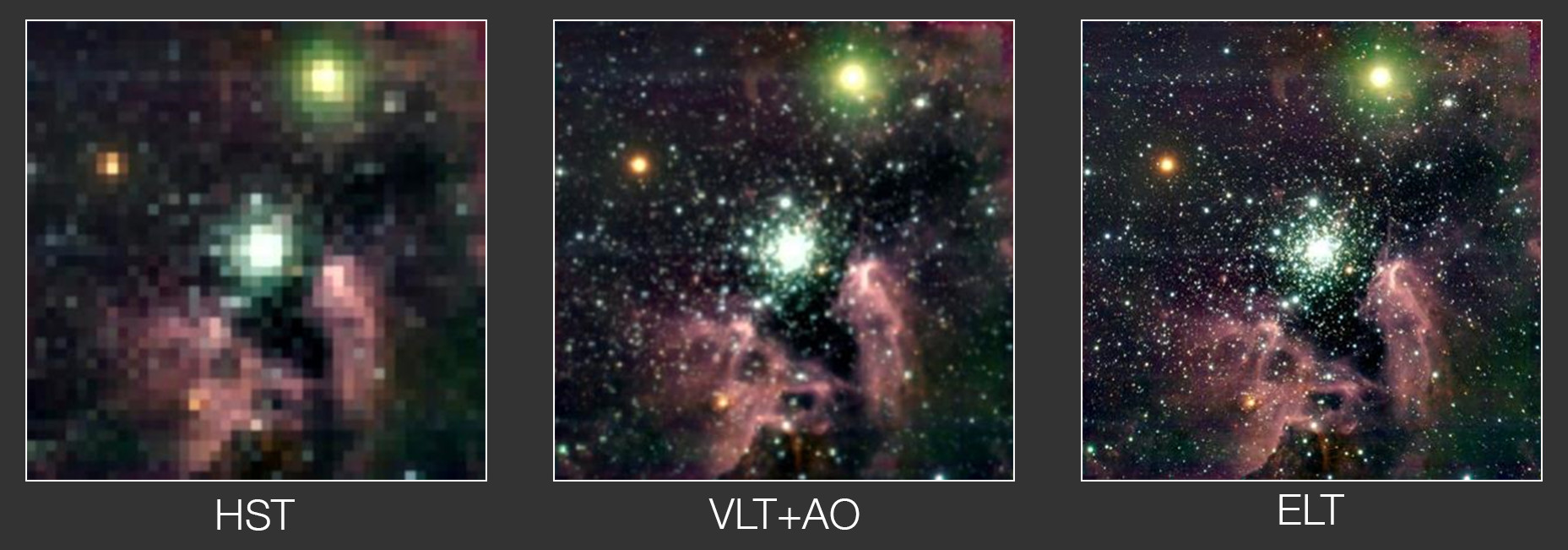
Simulierter Vergleich des Auflösungsvermögens des ELT mit dem Hubble Space Telescope und dem Very Large Telescope anhand der Darstellung von NGC3603

Die Planungen wurden in einer dreijährigen Studie (Phase B) durchgeführt, welche die ESO im Dezember 2006 genehmigte. Ein wesentlicher Bestandteil der Phase ist die Arbeit an einem Basis-Design für das Teleskop (Baseline Reference Design), dessen dritte Version Ende 2008 in Arbeit war. Die Phase ist mit 57,3 Mio. Euro finanziert. Die Begutachtung des endgültigen Designs fand vom 21. bis 24. September 2010 statt.
Im Vorfeld der Planungen war in Projektstudien das Overwhelmingly Large Telescope (OWL mit 100 Metern, etwa 2030) entworfen, allerdings als technisch zu anspruchsvoll und finanziell riskant befunden worden. Eine andere weiter in die Zukunft reichende Vorstudie betraf das 50-m-Spiegelteleskop EURO 50, dessen Verwirklichung ebenfalls zu Gunsten des ELT zunächst aufgegeben wurde.
Am 9. Dezember 2011 fiel die Entscheidung zum Bau des Teleskops in der chilenischen Atacamawüste, obwohl nicht alle 15 Mitgliedsstaaten der Europäischen Südsternwarte den zusätzlichen Finanzierungsbedarf des Geräts sichergestellt hatten. Die Kosten wurden Ende 2011 auf 1,1 Milliarden Euro beziffert. Bei einem Treffen des ESO-Rates am 11. Juni 2012 im ESO-Hauptsitz Garching wurde mit der notwendigen Zwei-Drittel-Mehrheit der ESO-Mitglieder der endgültige Beschluss zum Bau getroffen. Dabei wurde festgelegt, dass bis zur Bewilligung von mindestens 90 Prozent der Baukosten durch die Mitgliedsstaaten zunächst nur Mittel für vorbereitende Arbeiten am Standort des Teleskops freigegeben werden. Am 3. März 2013 war das Projekt von allen teilnehmenden Ländern ratifiziert. Im Dezember 2014 waren bereits über 90 Prozent der Gesamtkosten durch die ESO gesichert. Kalkuliert wird mit etwa 1 Milliarde Euro für die Konstruktionsphase. Das erste Licht ist für das Jahr 2027 geplant.
Mitte Juni 2017 gab die ESO bekannt, den Namen des Teleskops von European Extremely Large Telescope in Extremely Large Telescope zu ändern, um die zunehmende Anzahl internationaler Partner und den Standort in Chile widerzuspiegeln.
Nach der Fertigstellung wird mit Betriebskosten von 30 Millionen Euro pro Jahr gerechnet.

### Baufortschritt
Der Straßenbau begann im März 2014, offizieller Baustart des Teleskops war der 19. Juni 2014. Im Mai 2016 wurde für rund 400 Mio. Euro der Auftrag zum Bau der Kuppel und Teleskopstruktur an ein Konsortium der Firmen Astaldi, Cimolai und EIE Group vergeben. Der Bau der Zufahrtsstraße sowie die Einebnung des Bauplatzes waren zu diesem Zeitpunkt abgeschlossen.
Im Januar 2017 erhielt die Schott AG den Zuschlag der ESO für die Herstellung des Sekundärspiegels und im Mai lief die Produktion des 4,25 Meter großen Sekundärspiegelträgers (M2) an. Zur selben Zeit begann der Bau des Teleskopgebäudes.
Im Januar 2018 begann in Mainz die Produktion des Hauptspiegels durch die Schott AG. Bei voller Auslastung wird eine Produktion von einem Spiegelsegment pro Tag erwartet.
Am 29. Januar 2024 wurde die Kuppel im Rahmen von Tests erstmals um 10 m bewegt. Mitte März 2024 wurden die ersten M1-Spiegelsegmente beschichtet und damit für den Einbau fertiggestellt. Mitte Mai 2024 wurde der Rohling des M5-Spiegels, des 5. Spiegels im Lichtweg des Teleskops, finalisiert.

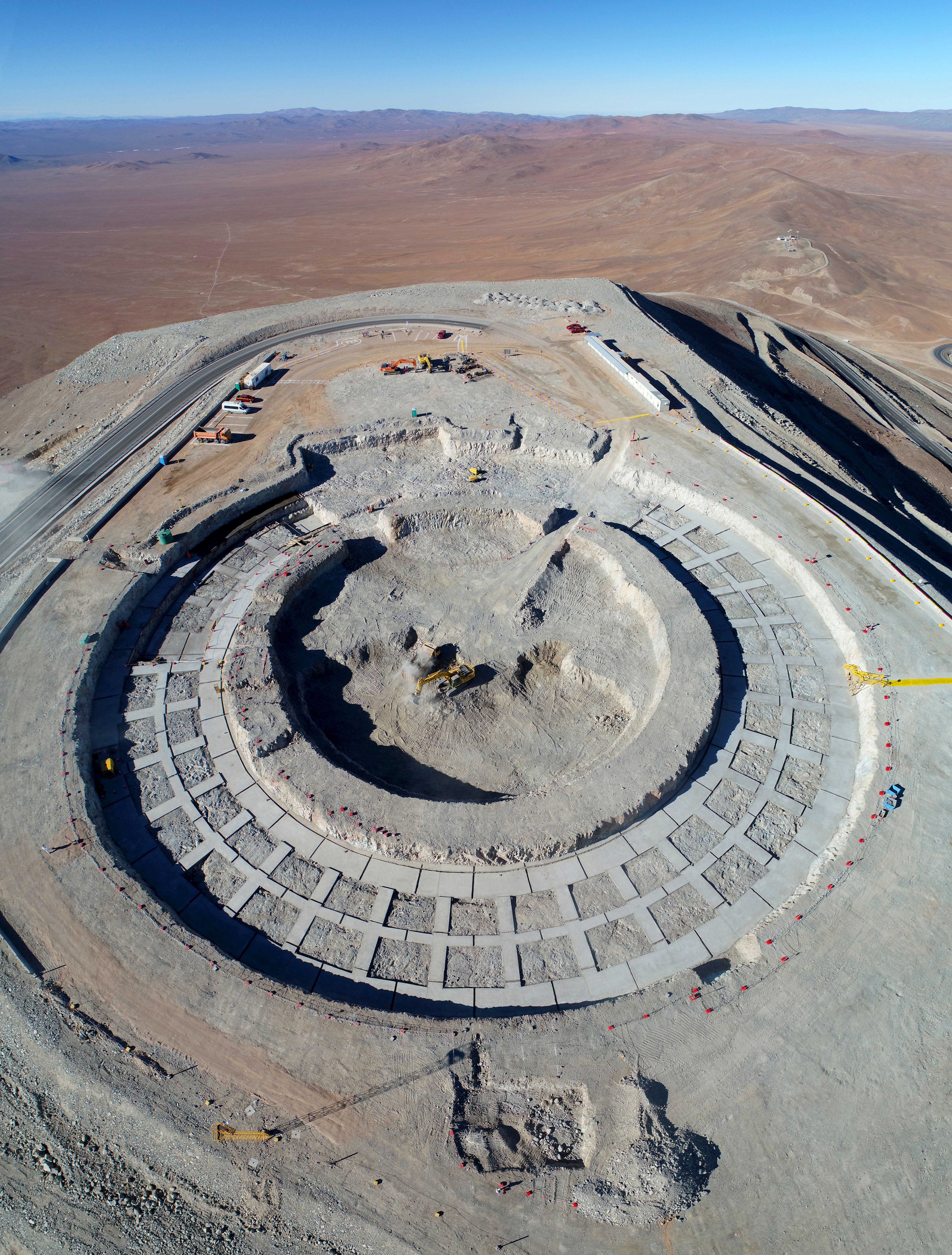
Baustelle im Oktober 2018
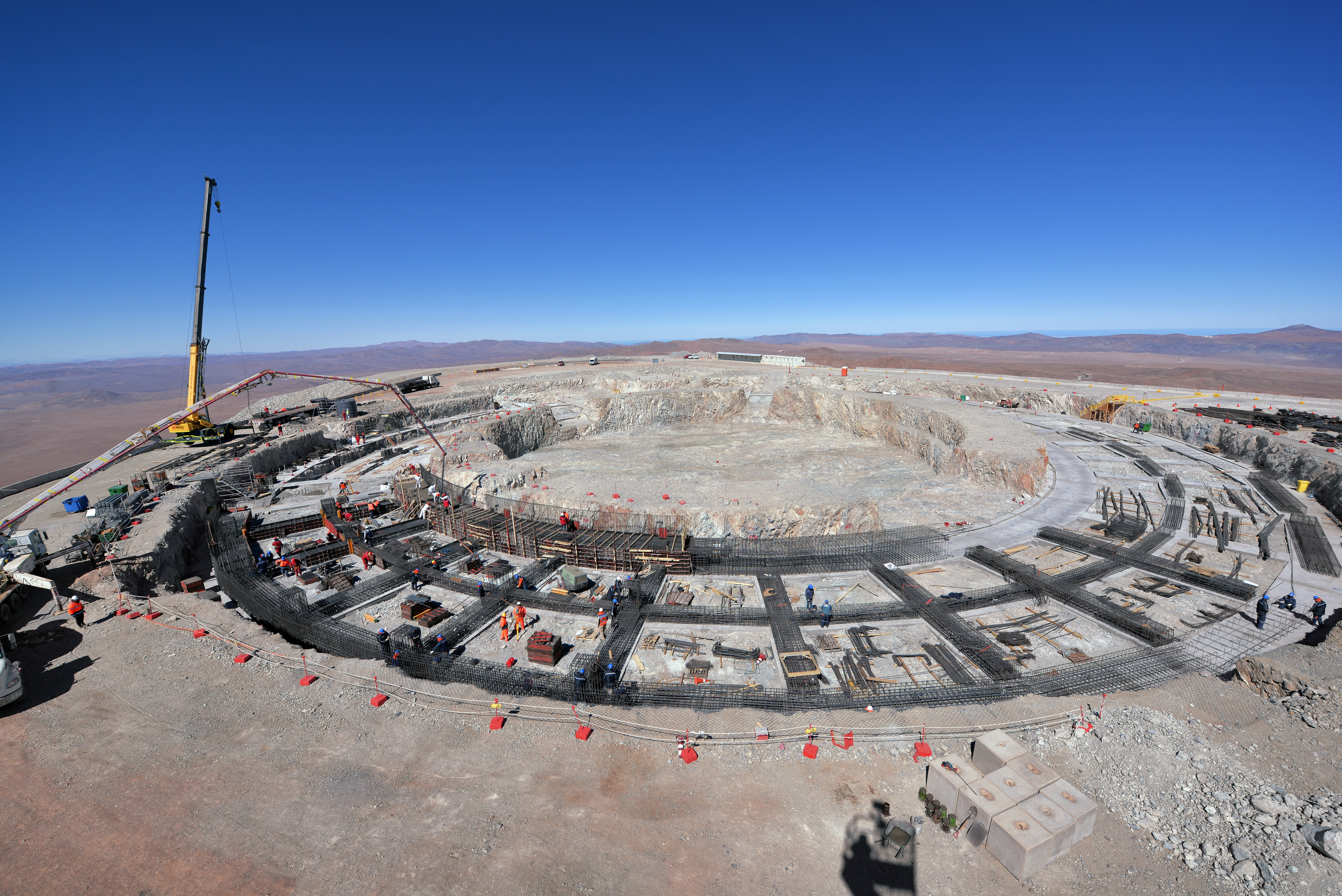
… und im September 2019 …
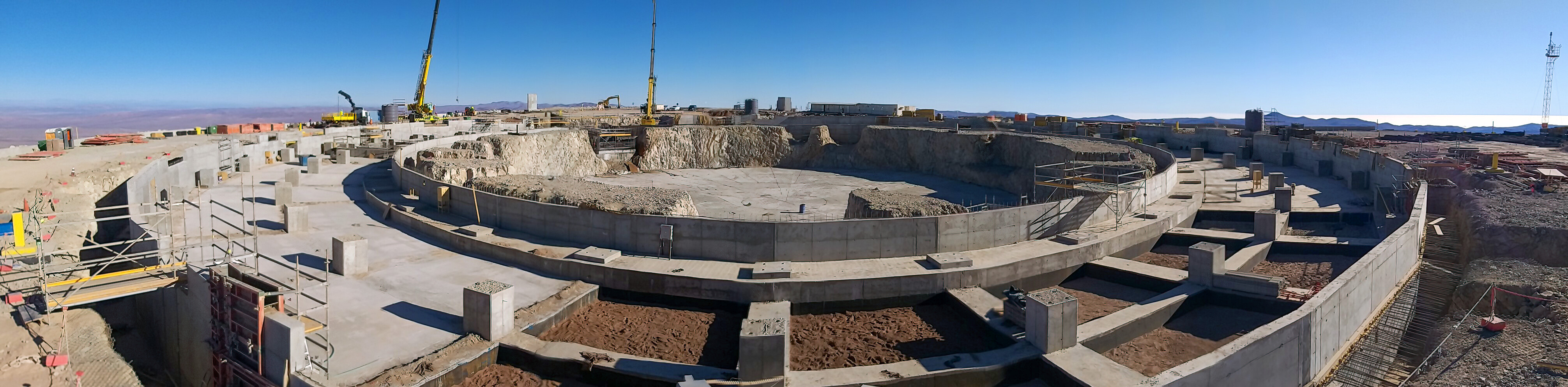
… im Jahr 2020 …
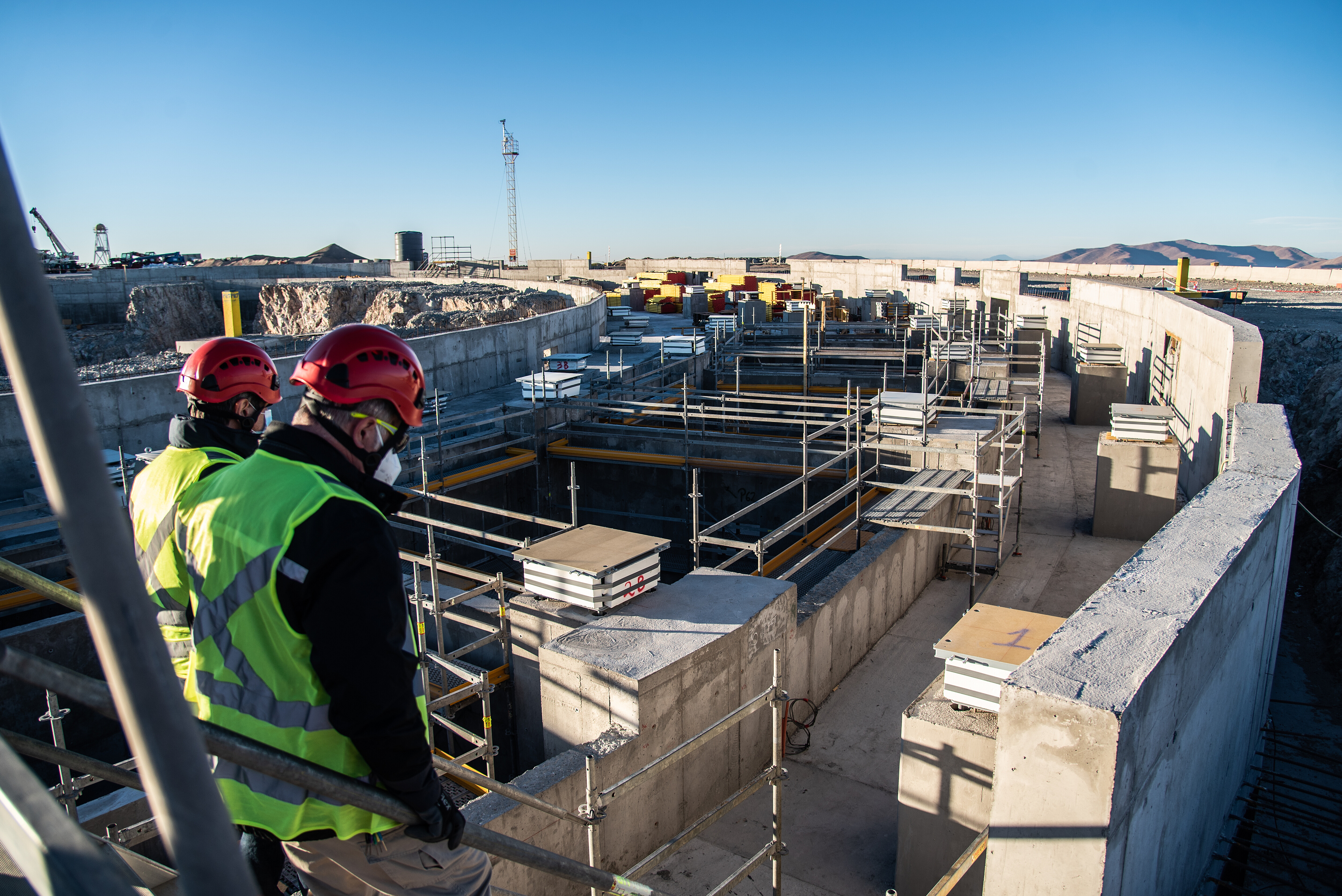
Im Jahr 2021 erfolgte der Besuch des chilenischen Ministers Andrés Couve.
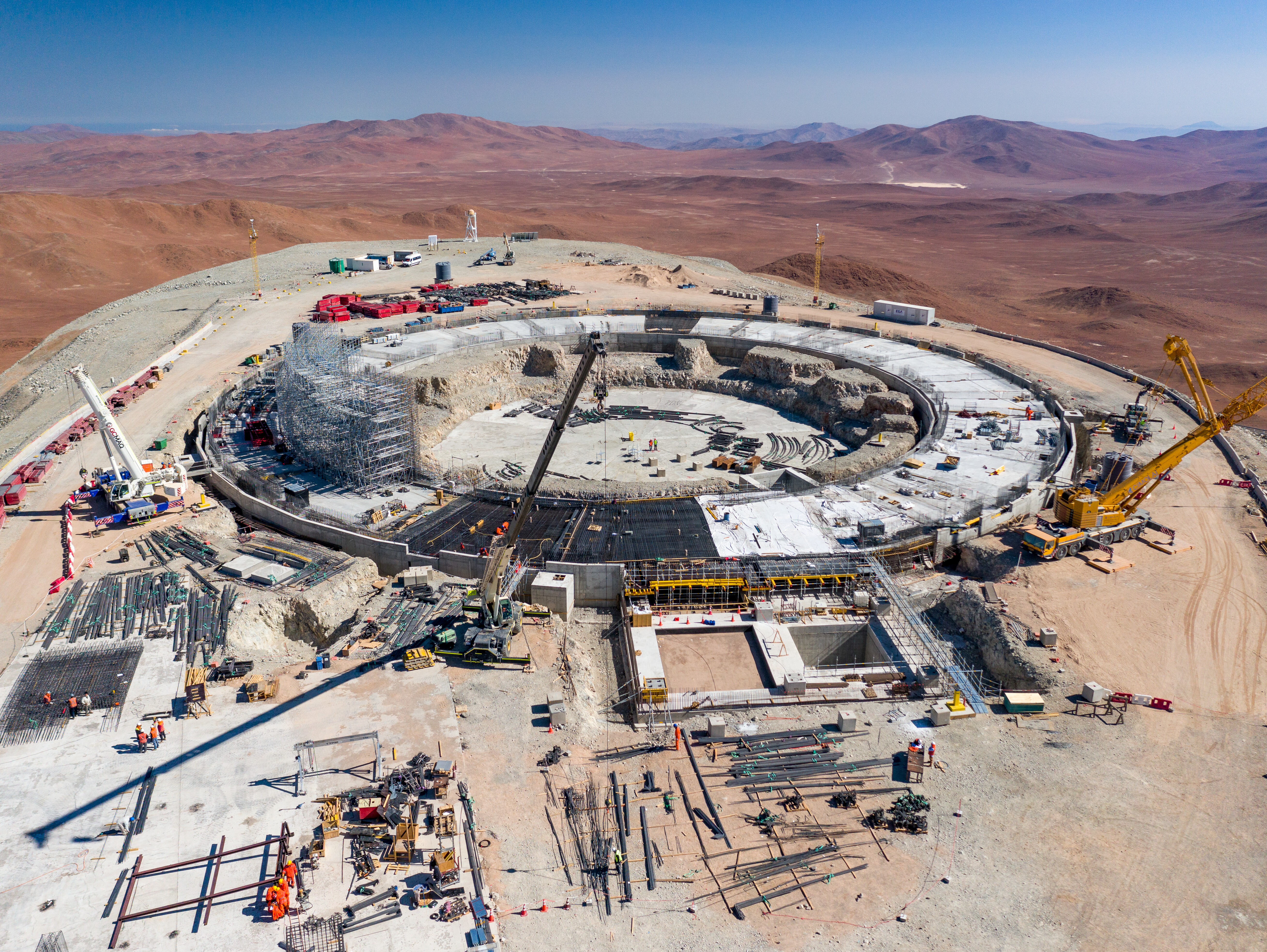
Das Fundament im Jahr 2022
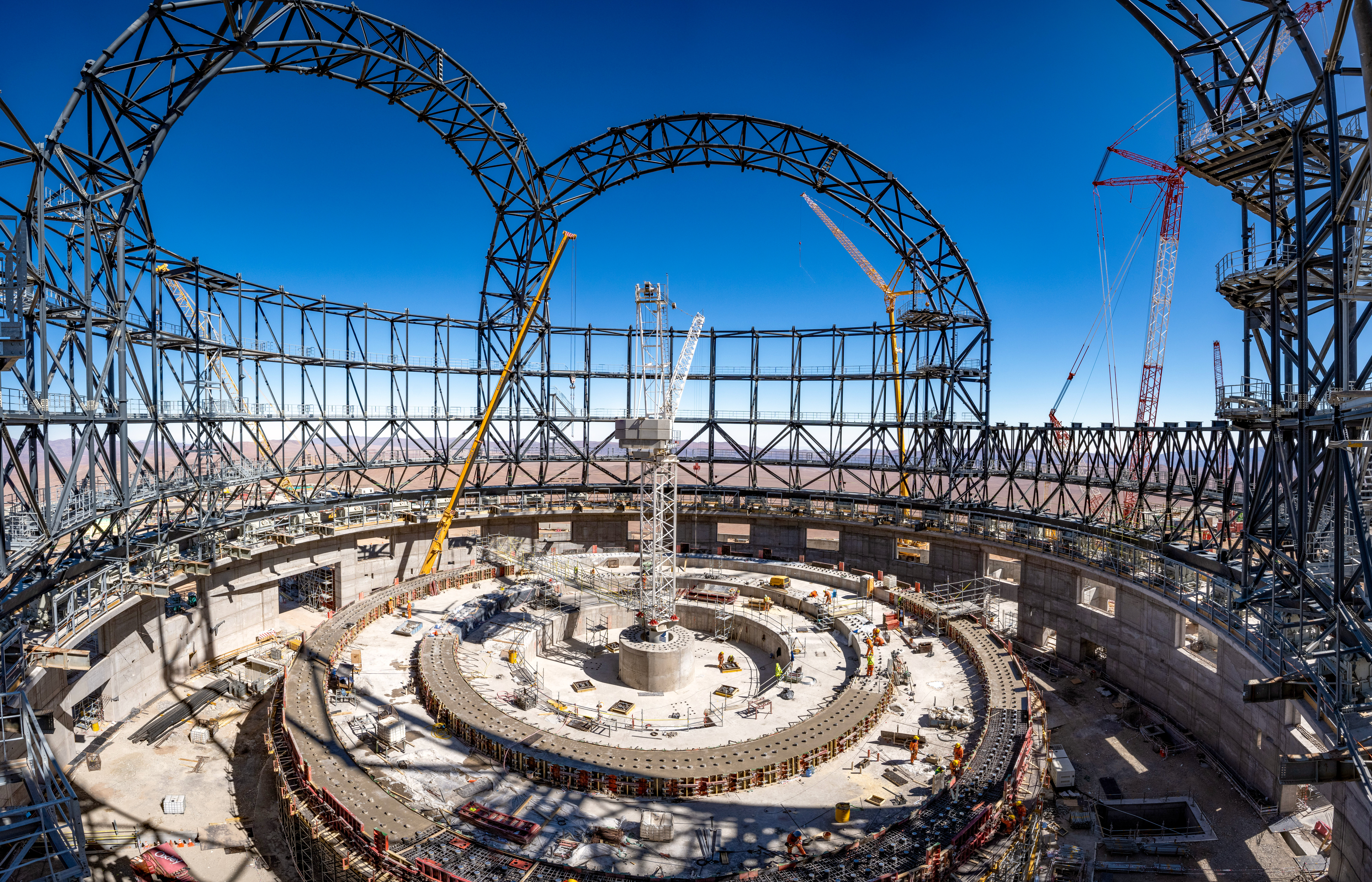
Blick aus dem Inneren der ELT Kuppel, August 2023
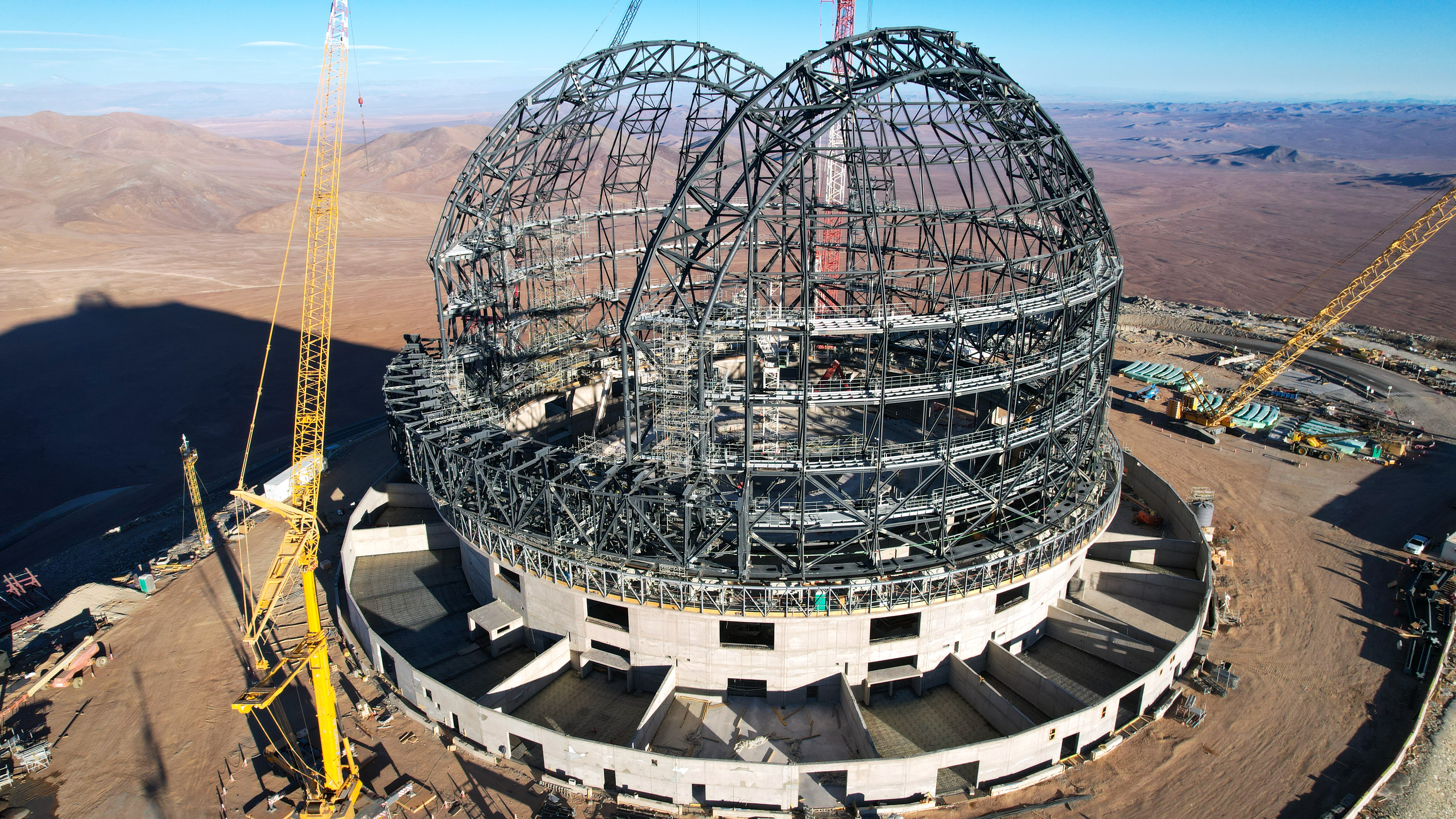
ELT-Kuppel, Oktober 2023
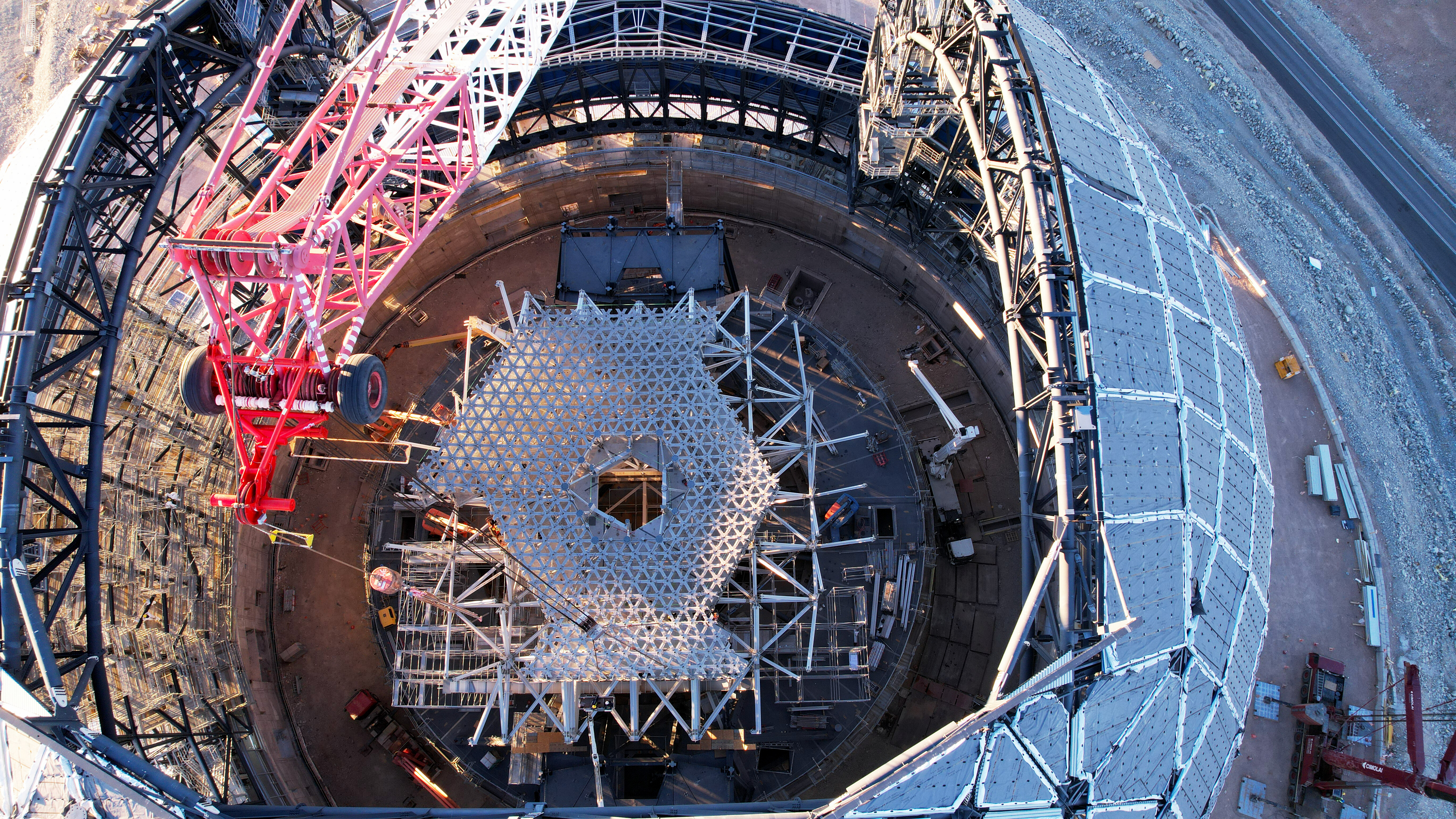
Die M1 Zelle im Inneren der ELT Kuppel, Juli 2024
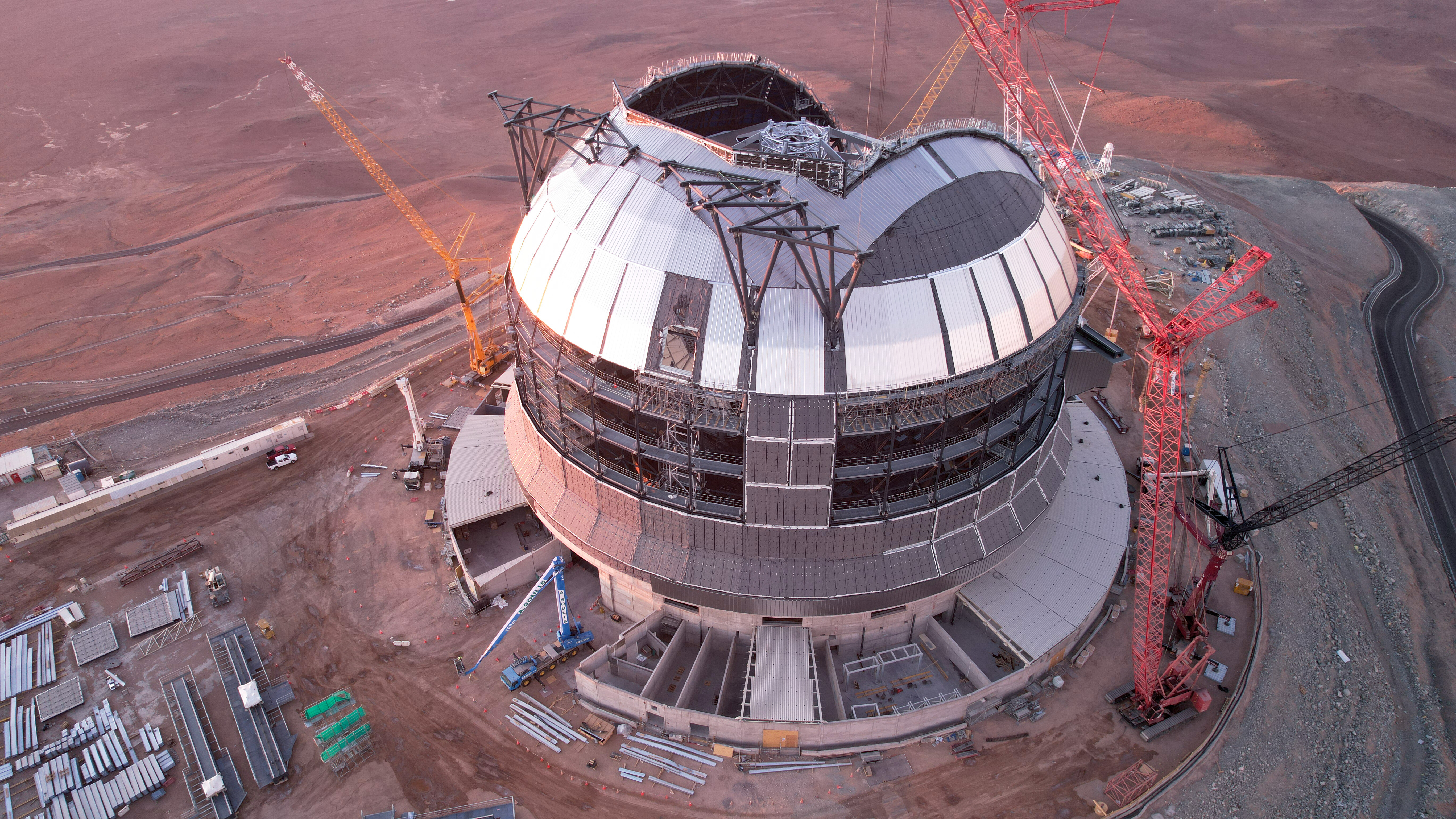
Bau der Kuppel, Januar 2025

## Standort
Als Standort wurden unter anderem Argentinien, Chile, Marokko, Spanien (La Palma), Südafrika, Tibet, Grönland und die Antarktis in Betracht gezogen. Intensiv untersucht wurden vor allem die ersten vier Möglichkeiten. Am 26. April 2010 wurde Cerro Armazones, ein Berg mit 3060 m Höhe, als Standort für das ELT ausgewählt. Cerro Armazones liegt in der chilenischen Atacamawüste, ca. 130 km südlich der Stadt Antofagasta und nur 20 km entfernt von Cerro Paranal, dem Standort des Very Large Telescope (VLT). Eine Vereinbarung zwischen der ESO und dem Staat Chile, in der 189 km² Land um den Cerro Armazones für den Bau des Teleskopes als Schenkung an die ESO übertragen und weitere 362 km² in der Umgebung des Geländes für 50 Jahre zum Schutzgebiet erklärt wurden, um Beeinträchtigungen des ELT durch Lichtverschmutzung oder Bergbauarbeiten zu verhindern, wurde am 13. Oktober 2011 in Santiago de Chile unterzeichnet. Insgesamt wurde die Schutzzone des Paranal-Armazones-Komplexes somit auf 1270 km² ausgeweitet. Durch die unmittelbare Nähe zum VLT kann ein großer Teil der zum Betrieb der Teleskope notwendigen Infrastruktur gemeinsam genutzt werden.

## Ausstattung

Das optische System des ELT

### Design
Das Teleskop wird mit seinem 39,3 Meter Primärspiegelsystem aus 798 sechseckigen Segmenten, jedes 1,45 Meter im Durchmesser und nur 5 Zentimeter dick, 13-mal so viel Licht einfangen wie die besten Teleskope zur Zeit seines Baus. Ein innovatives Fünfspiegelsystem erlaubt fortschrittlichste adaptive Optik mit mehr als 6000 Aktuatoren zur Korrektur von atmosphärischen Turbulenzen mit einer Dynamik von mehr als 1000 Aktionen pro Sekunde. Die Gesamtstruktur wird in etwa 2800 Tonnen wiegen.
Nach dem Guss und Erstarren der Glasmasse wird der Spiegelrohling thermisch nachbehandelt, um das Glas in die Glaskeramik Zerodur umzuwandeln.

### Instrumente
Das Teleskop in Nasmyth-Montierung wird mit etlichen Instrumenten ausgerüstet werden, zwischen denen man innerhalb von Minuten umschalten können soll. Auch die Positionierung des Teleskops und der Kuppel auf unterschiedliche Himmelsorte wird ohne große Zeitverzögerung möglich sein.

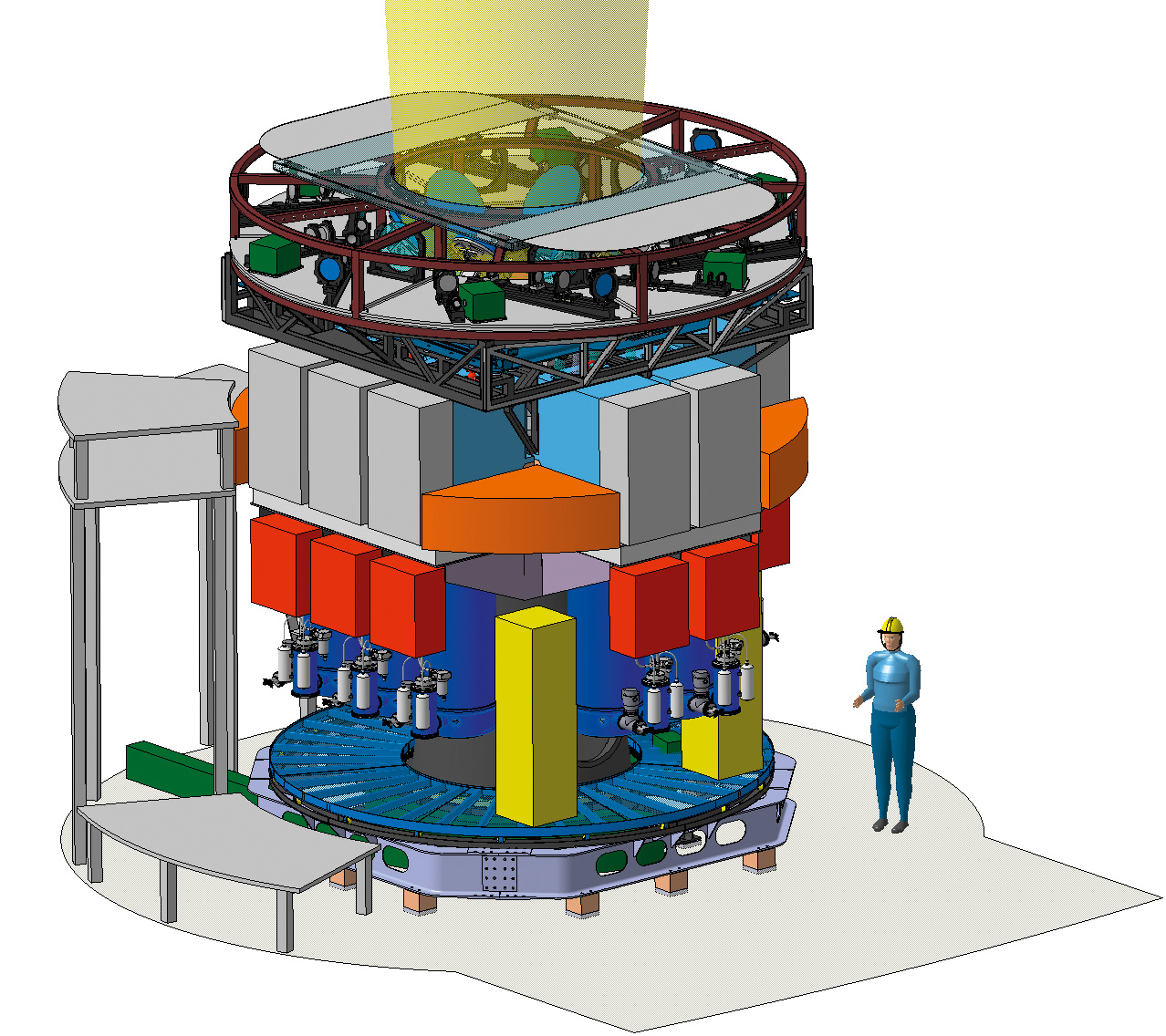
Modell des EAGLE-Spektrografen

Acht unterschiedliche Instrumente und zwei fokale Module befinden sich in Konzipierung mit dem Ziel, dass mindestens zwei oder drei zum Zeitpunkt des Ersten Lichts, die anderen in den folgenden zehn Jahren fertiggestellt werden sollen.
Folgende Instrumente sind vorgeschlagen:
- CODEX: optischer Spektrograf mit einem spektralen Auflösungsvermögen von {\displaystyle \textstyle R={\lambda  \over \Delta \lambda }=135000}[27][28]
- EAGLE: Weitwinkel-Multikanal-Integralfeld-Nahinfrarot (NIR)-Spektrograf, mit adaptiver Multiobjektoptik[29][30]
- EPICS: optische/nahinfrarote Planetenkamera mit Spektrografen mit extremer adaptiver Optik[31]
- HARMONI: integraler Breitband-Feldspektrograf[32]
- METIS: Kamera und Spektrograf für das Mittlere Infrarot[33][34]
- MICADO: beugungsbegrenzte Kamera für Licht im Nahen Infrarot[35][36]
- OPTIMOS: optischer Weitwinkel-Multiobjekt-Spektrograf[37]
- SIMPLE: hochauflösender NIR-Spektrograf[38][39]

Die beiden fokalen Module, die sich in Untersuchung befinden:
- ATLAS: lasertomografisches Modul mit Adaptiver Optik
- MAORY: Modul zur Mehrfachbeugung mit Adaptiver Optik

Die Instrumente mit adaptiver Optik können eine Winkelauflösung von 0,005 Bogensekunden erreichen. Dies entspricht etwa einem Abstand von 1 AE in 600 Lichtjahren Entfernung. Bei einem Abstand von 0,03 Bogensekunden (1 AE in 100 Lichtjahren Entfernung) erreicht der Kontrast von EPICS bereits 108, ausreichend, um viele Planeten neben den viel helleren Sternen zu sehen. Zum Vergleich: Das menschliche Auge hat ein Auflösungsvermögen von etwa 60 Bogensekunden.

## Wissenschaftliche Ziele
Mit Hilfe des ELTs sollen erdähnliche Planeten in der Umgebung anderer Sterne gefunden werden, die erstmalig auch abgebildet werden können. Es soll bei der Klärung der Frage nach der Natur von dunkler Materie und dunkler Energie helfen und dabei grundlegende Fragen der Physik adressieren. Hier ist die Klärung der Frage von Interesse, ob Naturkonstanten tatsächlich überall und zu jeder Zeit so waren bzw. sind, wie wir sie kennen. Sterne innerhalb und außerhalb unserer Galaxie sollen beobachtet werden. Hier erwartet man einen deutlichen Erkenntnisgewinn bei Sternbildungsprozessen durch eine bislang nicht mögliche Beobachtung von frühen Phasen der Sternentwicklung. Ebenso sollen schwarze Löcher und die Galaxien-Entwicklung untersucht werden. Erstmalig können damit schwarze Löcher mit einer Masse zwischen 100 und 1000 Sonnenmassen nachgewiesen werden. Von Interesse sind hier insbesondere Galaxien aus der Frühphase des Universums.

## Vergleich mit anderen Großteleskopen

Vergleich der Spiegelflächen optischer Teleskope

| Name                                    | Apertur Durchmesser [m] | Spiegelfläche [m²] | Erstes Licht | Quelle |
| --------------------------------------- | ----------------------- | ------------------ | ------------ | ------ |
| Extremely Large Telescope (ELT)         | 39,3                    | 978                | 2029         | [ 42 ] |
| Thirty Meter Telescope (TMT)            | 30                      | 655                | unklar       | [ 43 ] |
| Giant Magellan Telescope (GMT)          | 24,5                    | 368                | 2030er       | [ 44 ] |
| Southern African Large Telescope (SALT) | 11,1 × 9,8              | 79                 | 2005         | –      |
| Keck-Observatorium                      | 10,0                    | 76                 | 1990, 1996   | –      |
| Gran Telescopio Canarias (GTC)          | 10,4                    | 74                 | 2007         | –      |
| Very Large Telescope (VLT)              | 8,2                     | 4 × 50             | 1998–2000    | –      |